# Шкурин, Андрей Николаевич
Андре́й Никола́евич Шку́рин (3 марта 1972, Москва) — советский, российский и казахстанский футболист, защитник.

## Карьера

### Клубная
Воспитанник ФШМ и СДЮШОР-63 «Смена» (Москва), в 1991 году дебютировал в основном составе «Динамо» (Москва) в чемпионате СССР, сыграл один матч. В 1992 году перешёл в «Гекрис», где затем выступал до 1999 года, проведя за это время 193 встречи и забив 3 мяча.
Сезон-2000 начал в «Шиннике», сыграл 4 матча, после чего перешёл в «Носту», где и доиграл сезон, проведя 17 встреч в первенстве и 1 игру в Кубке России. В 2001 году выступал за «Кубань», за которую сыграл 10 матчей. Затем уехал в Казахстан, где с 2002 по 2005 год защищал цвета «Тобола», провёл 111 встреч, забил 2 гола и стал за это время дважды вице-чемпионом Казахстана, дважды бронзовым призёром и один раз финалистом Кубка. С 2006 по 2007 год выступал за «Актобе», в составе которого сыграл 39 матчей и стал по одному разу чемпионом и вице-чемпионом Казахстана.

### В сборной
С 2003 по 2004 год сыграл 3 матча в составе сборной Казахстана.

## Достижения
- Чемпион Казахстана: 2007
- Вице-чемпион Казахстана: 2003, 2005, 2006
- 3-е место в чемпионате Казахстана: 2002, 2004
- Финалист Кубка Казахстана: 2003